# Неслухняне дитя біосфери
«Неслухняне дитя біосфери» — науково-популярна книга Віктора Дольника з етології людини. Вона в популярній формі розкриває біологічні основи поведінки людини — інстинкти.

## Історія
Книга виросла з серії науково-популярних статей, надрукованих видатним біологом Віктором Рафаеловичем Дольником у журналі «Знания — сила», у яких він в захоплюючій манері пояснив з позиції етолога деякі дивності у поведінці людини. Ці статті склали цілу книгу, яка вийшла в 1994 році у світло під назвою «Неслухняне дитя біосфери».
Ця книга — бесіди перед дзеркалом про нас самих у крузі птахів, звірів, дітей, далеких пращурів і близьких предків. Але не моралізуючі і повчальні, а як раз такі, які і личить вести неслухняним, пустотливим і норовливим. Теми недозволені, предмети заборонені, розмови вільні, а випадки або смішні, або страшні, або безглузді.
До 2007 року книгу було перевидано 5 разів і в останньому варіанті (2004 рік) вона включає дев'ять глав.

## Зміст

### Глава 1. Археологія людських пристрастей
Розглядається походження і значення деяких загадкових людських пристрастей — пристрасті до колекціонування, до полювання, любові до собак, непереборної тяги до вогню. У числі предків людини перераховані австралопітеки, пітекантропи, неандертальці і кроманьйонці. Інстинкти в процесі еволюції нікуди не зникли. Зайві відмерли, корисні збереглися. Любов до Батьківщини — один з них. Батьківщина — це місце, де пройшло дитинство. Батьківщина людства — це савана.

### Глава 2. Подорож у світ предків
Глава розповідає про те, як виглядали древні люди, що їли і як добували собі їжу, як виглядали і що загального у сучасних людей з канібалами. Предком людини позначений той, що жив 18 млн років тому — проконсул. 3 млн років тому з'явився прямоходячий австралопітек афарський. Йому на зміну прийшла людина уміла, а потім людина прямоходяча, яка 500 тис. років тому і населила Південну Азію. Автор розділяє точку зору, що предки людей були трупоїдами. Полювання освоїла людина розумна 40 тис. років тому, причому полювання на биків у той час дуже нагадувало кориду. Автор критично ставиться до ідеї матріархату і вважає, що місячний календар був відомий ще древнім мисливцям. Звичні уявлення про дикунів фіксують сучасний стан народів, що деградували, а не тих, хто створив перші цивілізації. Корені естетики Дольник знаходить у боязкій завороженості приматів перед леопардами. Людську мораль автор також відстежує з тваринних часів, коли у тварин виробляються заборони на вбивство родичів.

### Глава 3. Таке довге, ніким не зрозуміле дитинство
Присвячена звичкам і страхам людини, що дісталися людині від її предків. Автор міркує про те, чому мавпи смішні і приходить до висновку, що це наслідок нашої подібності до них. У природі це називається «етологічна ізоляція». Прикладами дитячих інстинктів автор називає смоктальний, хапальний і власницький. До тваринного світу сходять ігри, які діляться на три категорії: «хижак-жертва», «шлюбні партнери», «батьки-діти».

### Глава 4. Рок року
Концерти і стадіони виражають потребу в єдності, яка має аналоги і в світі тварин, коли вони своїми криками і гомоном показують силу свого співтовариства. Ці явища автор називає «пошумелками». Також розглядаються такі об'єднання як «клуби» (неієрархічні ігрові співтовариства) і «банди» (ієрархічні промислові співтовариства). Підліткова субкультура (безпритульники, хулігани, стиляги, хіппі, панки) трактується як «клуби». Молоді особини, що вийшли з-під батьківської опіки, мають тенденції об'єднуватися в «банди» — в них спрацьовує програма розселення. Для людей це може виражатися у далеких походах.

### Глава 5. Про лелек, капусту і первородний гріх
Статева поведінка також має інстинктивну основу. Любов розпочинається з любові до батьків, які фіксують стандарт майбутнього статевого партнера. Еротика лежить в основі різних форм мистецтва: від виготовлення статуй, до створення ваз і снігових баб. Залицяння у світі людей і тварин виявляють разючу схожість. Танець аналогічний токуванню. Розглядаючи статеву поведінку мавп автор помічає, що залицяння, характерного для птахів, у них немає. Тому рецидиви зґвалтувань у людей — це атавізм. Сімейна форма розвивається з потреби мати батька для виховання дитинчати. Першою формою є груповий шлюб.

### Глава 6. Яка форма шлюбних стосунків характерна для людини
У цій главі викладаються деякі припущення про розвиток шлюбних стосунків у людини, з урахуванням даних етнографії, антропології і екології. Автор розглядає 4 форми шлюбу: груповий шлюб, полігінія, поліандрія і моногамія. Проміскуїтет як гіпотетична форма стосунків відкидається. Відмітною особливістю людини є гіперсексуальність (необумовленість статевої поведінки розмноженням), тоді як у тварин звичайно існує чітко заданий шлюбний період. Автор розглядає такі форми спаровування як швидке (без шлюбних ігор) і заохочувальне (за їжу). Формою останнього є проституція у людей. Проте, Дольник вважає, що початкова сім'я людей була моногамною як у гібонів. На це вказує сильний інстинкт ревнощів. Проте на якомусь етапі стався перехід до групового шлюбу.

### Глава 7. Етологічні екскурсії по заборонених садах гуманітаріїв
У цій главі автор викладає теорії походження держави і влади, ґрунтовані на даних етології і археології. Автор описує услід за Лоренцем приклади агресії в живій природі і приходить до висновку, що агресія накопичується. При цьому агресія і страх виявляються нероздільними. Також автор згадує про «природну мораль» — програму, що обмежує вбивство у внутрішньовидовому протистоянні. Агресія виявляє ієрархію, причому низи неминуче деградують. Для профілактики агресії автор пропонує співіснування безлічі ієрархічних співтовариств. У приматів найбільш жорсткі ієрархічні співтовариства утворювалися на відкритих просторах (савани), а менш жорсткі — у лісовій гущавині. Щонайближче до людського суспільства побудована ієрархія павіанів. Агресивного ватажка зграї автор називає автократом, шанованих старих самців — геронтами, а підлеглих — субдомінантами. У просторіччі стадна ієрархія виражається в опозиції «пахан»/«шестірки». Звертаючись до сучасності, Дольник критикує тоталітарні суспільства і соціалізм, у якого він виявляє «мавпяче обличчя». Демократія, на думку автора, є досконалішою і розумнішою формою організації, яка зародилася в суспільствах мисливців і досягла свого найвищого розвитку в англійському парламентаризмі. Витоки воєн автор також знаходить у боротьбі за територію. З цього робиться висновок про природний характер життєвого простору для кожної особини. Автор закінчує главу апологією приватного власника.
Цей розділ вважається одним з найбільш суперечливих. Він викликав критику не лише з боку представників гуманітарних, але і природничих наук.

### Глава 8. Танці життя і смерті на сцені великого театру природи і історії
Глава присвячена етологічним механізмам, що впливають на глобальні демографічні процеси. Там же приведені варіанти розвитку демографічної ситуації в недалекому майбутньому. Автор показує, що життя популяції підкоряється певній закономірності. Спочатку спостерігається вибухове зростання чисельності (демографічний вибух), потім екологічна криза, після якого слідує колапс (падіння чисельності популяції) і у результаті стабілізація. Автор передрікає скорочення населення на Землі до 500 млн чоловік. Механізм скорочення чисельності може бути жорстким (війни, епідемії) і м'яким (пониження якості живлення, внаслідок чого зростає «безініціативність, апатія і пригніченість»). Чинником, що обмежує зростання народонаселення, Дольника називає урбанізацію, емансипацію жінок і «показну еротизацію».

### Глава 9. «Від худоби нас Дарвін хоче до людської возвести середини»
Назва цієї глави — рядки з віршованого послання О. К. Толстого голові комітету з друку, що наклав заборону на публікацію книги Ч. Дарвіна «Походження людини і статевий відбір». Автор не протиставляє розум і інстинкти, але наполягає на їх взаємодії. Розум потрібний для корекції природжених програм. Спочатку розум (інтелект, свідомість) не занадто допомагав людиноподібним вижити, але мова поставила людину розумну на вершину світу природи. При цьому мова і мова протиставляються. Остання є і у тварин (наприклад, у бджіл). Мова тварин носить або природжений характер, або формується з допомогою імпринтингу (відмінного від вільного навчання). Походження релігії автор виводить з добудовування соціальної ієрархії, в результаті якої формується уявлення про божество як про «надієрарха» — величного повелителя хижаків. Сама ж релігія складається з ритуалів, табу і інстинктивних програм. Причому, подібно до Вольтера, автор погоджується з необхідністю збереження релігії, оскільки пророки просто вдало виражали підсвідомість.

## Ресурси Інтернету
- HTML-версія книги
- Витяг з книги «Такое долгое, никем не понятое детство»
- Віктор Дольник в бібліотеці сайту «Этология»
- Дольник В. Р. Непослушное дитя биосферы. Беседы о поведении человека в компании птиц, зверей и детей. — СПб.: Петроглиф, 2009. — 352 с., илл. — ISBN 978-5-98712-040-8.

## Виноски
1. ↑  Гликман Екатерина. Тот, кто не стрелял (рос.). Архів оригіналу за 29 лютого 2012. Процитовано 13 червня 2010.
2. ↑  Хайтов В. М. Перечитывая Дольника (рос.). Архів оригіналу за 16 лютого 2012. Процитовано 13 червня 2010. Произведения В. Р. Дольника вызвали массу споров, которые не утихают уже более десяти лет.
3. ↑  Див., наприклад:
  - Панов Е.Н. Мифология в этологии (рос.). Архів 503.html оригіналу за 16 лютого 2012. Процитовано 13 червня 2010.
  - Шипов Б. Беда, коль пироги начнёт печь сапожник… (рос.). Архів 1412.html оригіналу за 16 лютого 2012. Процитовано 13 червня 2010.
  - Хайтов В. М. Перечитывая Дольника (рос.). Архів оригіналу за 16 лютого 2012. Процитовано 13 червня 2010. Держава ж - це анонімна масова система. Проте, вона демонструє скоординовані дії усіх її елементів. Шукати в її основі якісь інстинкти, звичайно можна, і безперечно, щось таке є, але проявляється це, звичайно, не в тій формі, як описує В. Р. Дольник.